# Muhamed Bešić
Muhamed Bešić, född 10 september 1992 i Berlin, är en tyskfödd bosnisk fotbollsspelare som spelar för FK Spartak Subotica och Bosnien och Hercegovinas landslag.

## Karriär
Den 31 januari 2018 lånades Bešić ut till Middlesbrough över resten av säsongen 2017/2018. I augusti 2018 förlängdes låneavtalet över säsongen 2018/2019.
Den 8 augusti 2019 lånades Bešić ut till Sheffield United på ett låneavtal över säsongen 2019/2020. Den 4 juni 2021 meddelade Everton att Bešić skulle lämna klubben i samband med att hans kontrakt gick ut.
Den 17 september 2021 blev Bešić klar för en återkomst i ungerska Ferencváros.